# Dionysios Kokkinos
Dionysios Kokkinos (griechisch Διονύσιος Κόκκινος; * 1884 in Pyrgos, Elis; † 10. oder 12. Februar 1967 in Athen) war ein griechischer Historiker, Journalist, Akademiker und Schriftsteller.

## Leben
Er wurde in Pyrgos, Elis geboren. Sein Vater, Antonios, war ein Hagiograph, geboren in Amorgos. Seine Mutter, Angeliki Giannopoulou, stammte aus einer Familie von Partisanen des Jahres 1821. Er studierte an der Medizinischen Fakultät der Universität Athen, unterbrach sein Studium jedoch, um sich der Geschichte, dem Journalismus und der Literatur zu widmen. Er schrieb sich auch an der Hochschule der Schönen Künste Athen ein. Während seines Studiums in den Jahren 1908 und 1909 gab er die sozialistische Zeitung „Mellon“ heraus, die die Ideen der Soziologengruppe von Alexandros Papanastasiou zum Ausdruck brachte und um die sich viele Sozialisten und Studenten scharten. Er arbeitete für die Zeitungen Akropolis, Kathimerini, Patrida, Proteuousa, Ellinikon Mellon, Elliniki, Proia und Ethnos als literarischer Mitarbeiter, Chronist und Korrespondent und veröffentlichte dort viele seiner journalistischen und literarischen Studien. Er schrieb Dutzende von Artikeln unter den Pseudonymen „Maccabeus“, „Ariel“, „Boulevardieros“, „Palaios“ uvm. Von Oktober 1935 bis Februar 1954 war er Direktor der Nationalbibliothek. 1948 verlieh ihm die Akademie von Athen den „Nationalen Preis der Exzellenz in Schriften und Künsten“ und wählte ihn 1950 aufgrund seines literarischen Werks zum Mitglied ihres Ordens der Gelehrten. Er war außerdem Mitglied des Verwaltungsrats des Nationaltheaters.

## Schriftliche Karriere
Seinen ersten Auftritt in der Literaturwelt hatte er 1906 mit der Veröffentlichung einer Kurzgeschichte von D. Tangopoulos in der Zeitschrift „Noumas“. Im Jahr 1914 wurden Kriegseindrücke und Monographien, die er während seines Militärdienstes 1912–13 in den Balkankriegen verfasst hatte, in einem Buch veröffentlicht. Kokkinos war Autor von Kurzgeschichten und Romanen und beschäftigte sich außerdem mit der Geschichte, Chronik und Kritik des Theaters und der Kunst. Seinen ersten Kurzauftritt hatte er 1906 mit „Der Letzte“, einer Kurzgeschichte, die in der Zeitschrift Numas veröffentlicht wurde. Seine weiteren Werke sind: Die Dame mit dem weißen Pferd (1922), Das geheime Nest (1924), Schwindel (1932), Alexis der Kutscher (1934), Ein Gewehr im blauen Wasser (erstmals als Fortsetzungsroman in der Zeitschrift Nea Estia veröffentlicht, Band 212 / 15. Oktober 1935 bis Band 215 / 1. Dezember 1935), Von der Welt gejagt (erstmals in der Zeitschrift Nea Estia veröffentlicht, Band 262, 15. November 1937). Er schrieb auch eine Reihe von Theaterdialogen, die 1924 in einem Band unter dem Titel „Theater des Lebens“ veröffentlicht wurden. Dieser Band enthält die Werke: Othello, Der Diamantene Erbe, Die Vergangenheit, Unwichtige Neuigkeiten, Die gefährliche, ehrliche Frau, Wie Orest, Lilie im Herbst, Die Ketten. Kokkinos‘ literarisches Werk beschäftigt sich hauptsächlich mit dem Leben des athenischen Bürgertums und umfasst die Bereiche des Romans und der Kurzgeschichte, während er auch Theaterstücke schrieb, von denen der Einakter Der Verlorene 1939 von der Truppe von Marika Kotopouli aufgeführt wurde. Gleichzeitig übte er auch Fachkritik.
Von seiner Position als Direktor der Nationalbibliothek von 1935 bis 1954 hatte er Zugriff auf umfangreiches historisches Primärmaterial sowie eine bedeutende Sekundärbibliographie. Im Jahr 1931 veröffentlichte er anlässlich des hundertsten Jahrestages der Nationalen Wiedergeburt die Einführung in die Griechische Revolution. Er hatte bereits 1930 begonnen, in den Spalten der Zeitung Proia Texte zur Geschichte von 1821 zu veröffentlichen. 1935 war die Abfassung seiner sechsbändigen Geschichte abgeschlossen, für die er 1933 von der Akademie von Athen mit einem Preis ausgezeichnet wurde. Im Jahr 1967, kurz nach seinem Tod, erschien die fünfte und letzte überarbeitete Ausgabe seines sechsbändigen Werks „Die griechische Revolution“. Diese Werke von Kokkinos trugen entscheidend zur Erforschung der modernen griechischen Geschichte bei.

## Arbeiten

### Publikationen
- Δ. Κόκκινος, Ζάκυνθος, Νέα Εστία, τ/χ.22-24, (1927), σελ.1148-1149.[4]
- Δ. Κόκκινος, Η χρονογραφία-η ζωγραφική και η γλυπτική, Νέα Εστία, τ/χ. 94 (1930), σελ. 1221-1223.[4]
- Δ. Κόκκινος, Η ζωγραφική-κριτική, Νέα Εστία, τ/χ.97 (1931), σελ.46-47.[4]

### Kurzgeschichten und Romane
- Νιόνιος Κόκκινος: Ο τελευταίος. In: Ο Νουμάς. 2. Jahrgang, Nr. 216, 1906, S. 10–11 (griechisch, kosmopolis.lis.upatras.gr (Memento des Originals vom 19. August 2018 im Internet Archive) [abgerufen am 10. August 2018]).
- Η κυρία με το άσπρο άλογο (μυθιστόρημα), Βασιλείου, Νιόνιος Κόκκινος: Ο τελευταίος. In: Ο Νουμάς. 2. Jahrgang, Nr. 216, 1906, S. 10–11 (griechisch, upatras.gr).Νιόνιος Κόκκινος: Ο τελευταίος. In: Ο Νουμάς. 2. Jahrgang, Nr. 216, 1906, S. 10–11 (griechisch, upatras.gr).Νιόνιος Κόκκινος: Ο τελευταίος. In: Ο Νουμάς. 2. Jahrgang, Nr. 216, 1906, S. 10–11 (griechisch, upatras.gr).
- Φραντζέσκα ντα Ρίμινι (μυθιστόρημα), Αθήνα, Βασιλείου, 1922.[4]
- Μυστική φωλιά (μυθιστορήματα), Βασιλείου, Αθήνα, 1924.[4]
- Εκείνος που δε χάρηκε τίποτε και άλλα διηγήματα, Ζηκάκης, Αθήνα, 1926.[4]
- Σφυρίγματα τραίνων, Αθήνα, 1930.[4]
- Ίλιγγος (μυθιστόρημα), Αθήνα, 1932.[4]
- Η μοιραία γυναίκα (μυθιστόρημα), Αθήνα, 1932.[4]
- Ο Αλέξης ο αμαξάς, εκδ. Η Βιβλιοθήκη των Αθηνών, 1934
- Μια τουφεκιά στο γαλάζιο νερό και άλλα διηγήματα, εκδ. Δημητράκος, Αθήνα, 1945.[4]
- Ο Αλέξης ο αμαξάς κι άλλα διηγήματα, Οι φίλοι του βιβλίου, Αθήνα, 1945.[4]

### Aufsätze
- Μια ζωή στον πόλεμο. Γκρίμποβο – Μπιζάνι – Γιάννενα, Φέξης, Αθήνα, 1914.
- Η Ελληνική Επανάστασις, τομ.1–6, Αθήνα, 1936 (1η έκδοση). Πρώτη ολοκληρωμένη έκδοση: Μέλισσα, 1960.[4] Πέμπτη και τελευταία ανανεωμένη έκδοση: Μέλισσα, 1967.
- Οι δυο πόλεμοι (2 τόμοι), Ο Πλάτων, Αθήνα, 1945–1946.[4]
- Ιστορία της νεωτέρας Ελλάδος: 1800–1945, τομ. 1–4, Αθήνα, 1970–1972[4].
- Το Εικοσιένα (συμμετοχή σε συλλογικό έργο με πανηγυρικούς λόγους Ακαδημαϊκών), Ίδρυμα Κώστα και Ελένης Ουράνη, Αθήνα, 1977.[4]
- Η 28η Οκτωβρίου 1940 (συμμετοχή σε συλλογικό έργο με πανηγυρικούς λόγους Ακαδημαϊκών), Ίδρυμα Κώστα και Ελένης Ουράνη, Αθήνα, 1978.[4]
- Παιδιά του κόσμου: 15 ιστορίες με παιδιά από σημαντικούς Έλληνες συγγραφείς (συλλογικό έργο), Επίλογος, Αθήνα, 2005.[4]
- Η Χίος κατά την ελληνική Επανάσταση και τη σφαγή (Μαρτυρίες και ιστορικά κείμενα, συλλογικό έργο), Πελλιναίο, Αθήνα, 2005.[6]
- Απομνημονεύματα Κολοκοτρώνη (συμμετοχή στην εισαγωγή), Μέρμηγκας, Αθήνα, 2009.[7]
- Δίστομο 10 Ιουνίου 1944:Το Ολοκαύτωμα, Σύγχρονη Έκφραση, Αθήνα, 2010.[8]

### Theaterwerke
Unter anderem:
- Το σπίτι, 1908.[3]
- Η Χαμένη, 1924.[3]
- Το θέατρο της ζωής (Συγκεντρωτικός τόμος - Θεατρικοί διάλογοι), Ζηκάκης, Αθήνα, 1924.[4]